# Palaeanodonta
Paléanodontes
Ordre
Familles de rang inférieur
- † Epoicotheriidae Simpson, 1927
- † Ernanodontidae Ding 1979

- † Escavadodontidae Rose & Lucas, 2000
- † Metacheiromyidae Wortman, 1903

Les Paléanodontes (Palaeanodonta) forment un ordre éteint de mammifères placentaires proche des pangolins avec lesquels ils forment le clade des Pholidotamorphes. Ils étaient insectivores et ont vécu du milieu du Paléocène au début du Miocène en Amérique du Nord, en Europe et en Asie du Sud-Est.

## Classification
Ils étaient auparavant classés comme un sous-ordre des Pholidotes.
Classification des genres d'après Rose, 2008 :
- †Arcticanodon Rose, Eberle & McKenna, 2004
- †Melaniella Fox, 1984
- †Molaetherium Heissig, 1982
- famille †Epoicotheriidae Simpson, 1927 :
  - †Alocodontulum Rose, Bown & Simons, 1978
  - †Amelotabes Rose, 1978
  - †Auroratherium Tong & Wamg, 1997
  - †Dipassalus Rose, Krishtalka & Stucky, 1991
  - †Epoicotherium Simpson, 1927 [Xenotherium Douglass, 1906 non Ameghino, 1904; Pseudochrysochloris Turnbull & Reed, 1967]
  - †Pentapassalus Gazin, 1952
  - †Tetrapassalus Simpson, 1959a
  - †Tubulodon Jepsen, 1932 [Pentapassalus Gazin, 1952, Alocodon Rose et al., 1977]
  - †Xenocranium Colbert, 1942
- famille †Ernanodontidae Ding 1979 :
  - †Ernanodon Ding 1979
- famille †Escavadodontidae Rose & Lucas, 2000 :
  - †Escavadodon Rose & Lucas, 2000
- famille †Metacheiromyidae Wortman, 1903 :
  - †Brachianodon Gunnell & Gingerich, 1993
  - †Metacheiromys Wortman, 1903
  - †Mylanodon Secord et al., 2002
  - †Palaeanodon Matthew, 1918
  - †Propalaeanodon Rose, 1979